# Jacob Ernst Thomann von Hagelstein

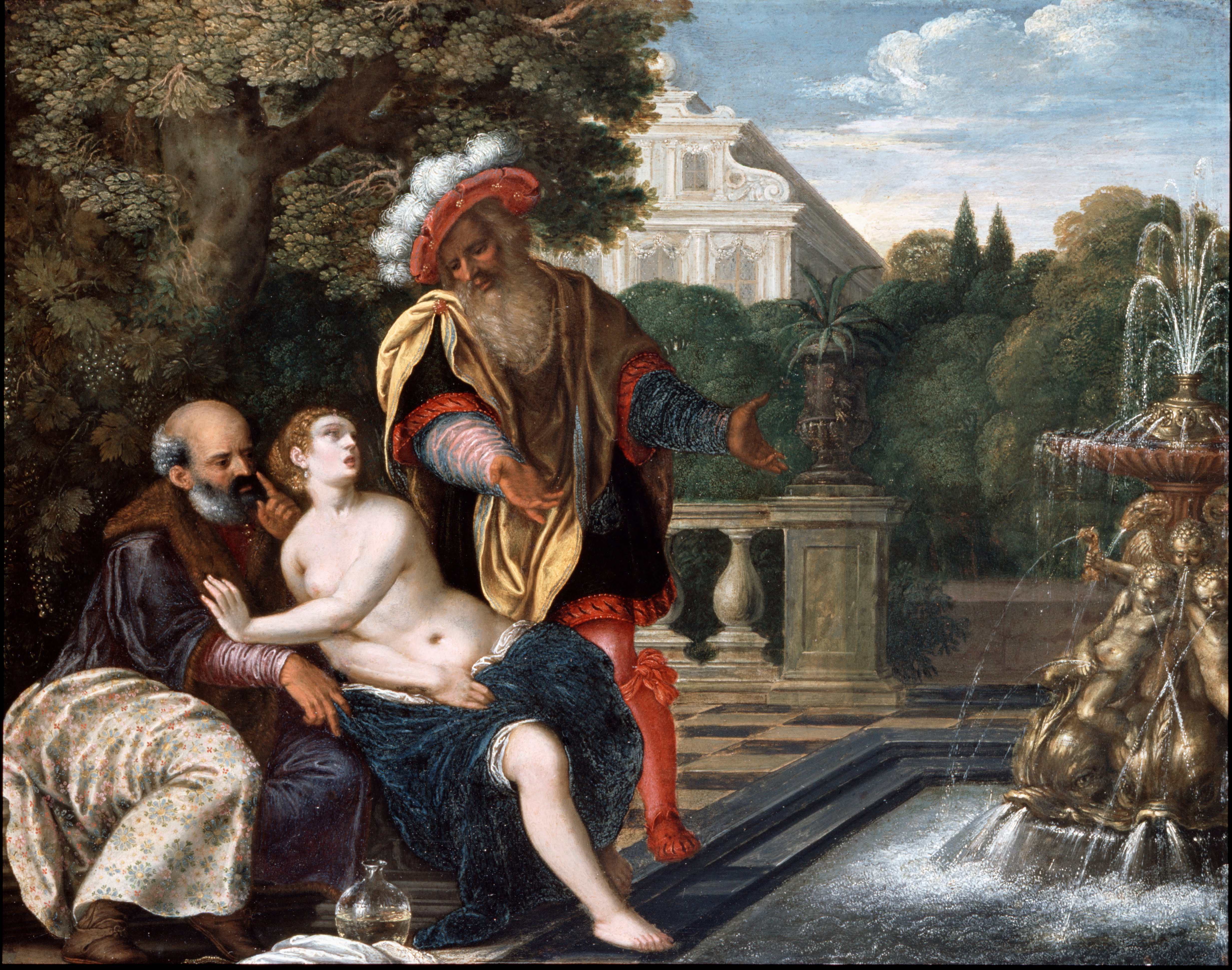
Susanna und die Alten, um 1620, Dulwich Picture Gallery

Jacob Ernst Thomann von Hagelstein (auch Nestus Thomann; * um 1588 in Lindau oder Hagelstein; † 10. Oktober 1653 in Lindau) war ein deutscher Maler des Barock.

## Leben
Nach Joachim von Sandrart d. Ä. Teutsche Academie der Edlen Bau-, Bild- und Mahlerey-Künste wurde Thomann von Hagelstein in Hagelstein, einem heute zu Weiler-Simmerberg gehörenden Dorf geboren. 1605 reiste er nach Italien, wo er 15 Jahre lang lebte und Städte wie Neapel, Genua und Rom bereiste. In Rom war er unter anderem mit den Malern Adam Elsheimer, Pieter Lastman, und Jacob Pinas (1592–1650) befreundet. Trotz zahlreicher Freundschaften mit niederländischen Malern war er jedoch nie in den Niederlanden. Nach Elsheimers Tod kehrte er nach Deutschland zurück, wo er in die Dienste Kaiser Ferdinands III. trat.
Thomann von Hagelstein starb 1653 in Lindau.
Nach Angaben des Rijksbureau voor Kunsthistorische Documentatie war Thomann von Hagelstein ein Maler religiöser Motive und Landschaften.

## Werke
- Judith zeigt dem Volke das Haupt des Holofernes, um 1605
- Susanna und die Alten, um 1620
- Die Flucht nach Ägypten